# 吞食天地online
《吞食天地online》（簡稱吞食），是中華網龍研發並營運的一款Q版大型多人在線角色扮演遊戲，臺灣於2003年8月6日公測。

## 外部連結
- （页面存档备份，存于）官方网站（繁體中文）